# Elecciones provinciales de Entre Ríos de 1995
Las elecciones generales de la provincia de Entre Ríos de 1995 tuvieron lugar el domingo 14 de mayo del mencionado año con el objetivo de elegir, en fórmula única, al Gobernador y al Vicegobernador; así como renovar los 28 escaños de la Cámara de Diputados; y los 16 senadores departamentales, componiendo los poderes ejecutivo y legislativo para el período 1995-1999. Fueron las cuartas elecciones provinciales entrerrianas desde la recuperación de la democracia, así como las vigésimas desde la instauración del sufragio secreto. Asimismo, fueron las primeras elecciones tras la reforma constitucional argentina de 1994. Se realizaron al mismo tiempo que las elecciones presidenciales y legislativas a nivel nacional.
El gobernador saliente, Mario Armando Moine, no podía presentarse a la reelección por encontrarse esta prohibida por la constitución provincial. Tanto el oficialista Partido Justicialista (PJ) como el principal partido de la oposición, la Unión Cívica Radical (UCR), presentaron como candidatos a dos exgobernadores, respectivamente Jorge Pedro Busti, que a su vez ejercía como intendente de Concordia, y Sergio Montiel, que en ese momento era diputado nacional. Ambos irían apoyados por coaliciones con partidos menores, el Frente Justicialista Entrerriano y la Alianza del Pueblo. Además, destacó la candidatura de Julio Federik, del Frente País Solidario (FREPASO), que a nivel nacional se estaba perfilando como la primera fuerza capaz de romper el bipartidismo histórico entre radicales y peronistas. Sin embargo, en Entre Ríos el bipartidismo se mantuvo fuerte y la competencia fue esencialmente entre Busti y Montiel.
Los comicios resultaron en una estrecha victoria para Busti con el 47.46% de los votos contra el 45.37% de Montiel y el 5.09% de Federik, con los demás candidatos repartiéndose el voto restante. El radicalismo logró recuperar la intendencia de la capital provincial, Paraná, con Humberto Varisco (que también había ejercido previamente la intendencia durante el mandato de Montiel), como candidato. El plano legislativo fue mixto, el justicialismo retuvo la mayoría de 15 escaños en la Cámara de Diputados contra 11 del radicalismo y 2 del FREPASO; pero el radicalismo logró obtener mayoría absoluta en el Senado Provincial con 9 escaños contra 7 del justicialismo, marcando la primera ocasión desde 1963 en la que un gobierno provincial entrerriano no contaría con mayoría en alguna de las dos cámaras legislativas.
A pesar del notorio crecimiento de la oposición, Montiel no reconoció la victoria de Busti y denunció fraude electoral, afirmando que el mismo se había cometido mediante una decisiva manipulación en Concordia, cuestionando la mayoría superior al 55% lograda por el PJ en dicha ciudad. De acuerdo con Montiel, descontando aquel triunfo, la tendencia se hubiera revertido fácilmente en su favor. Sus denuncias fueron, sin embargo, desestimadas, y Busti asumió su segundo mandato como gobernador el 10 de diciembre de 1995.

## Reglas electorales
Las elecciones se realizaron bajo la constitución provincial de 1933. Bajo la misma se debían renovar en el ámbito provincial los siguientes cargos:
- Gobernador y Vicegobernador, elegidos directamente en formula única por todo el electorado de la provincia a simple pluralidad de sufragios.
- 28 diputados provinciales, elegidos bajo el sistema de representación proporcional por listas con una bonificación de mayoría, que establece 15 escaños asegurados para la lista más votada.
- 16 senadores provinciales, elegidos por mayoría simple bajo el sistema uninominal, contando un senador por cada uno de los dieciséis departamentos que componen la provincia.

## Resultados

### Gobernador y Vicegobernador

#### Resultados generales
|  | 47,46 % |

|  | 45,37 % |

|  | 5,09 % |

|  | 1,50 % |

|  | 0,36 % |

|  | 0,23 % |

|  | 95,43 % |

|  | 4,31 % |

|  | 0,26 % |

|  | 100 % |

|  | 85,20 % |

#### Resultados por departamento
| Departamento     | Jorge Pedro Busti (FREJUER) | Jorge Pedro Busti (FREJUER) | Sergio Montiel (AdP) | Sergio Montiel (AdP) | Julio Federik (FREPASO) | Julio Federik (FREPASO) | Rodolfo Borini (MODIN) | Rodolfo Borini (MODIN) | Onofre Ibarra (UP) | Onofre Ibarra (UP) | Juan Echeverría (Alianza Sur) | Juan Echeverría (Alianza Sur) | Total   |
| Departamento     | Votos                       | %                           | Votos                | %                    | Votos                   | %                       | Votos                  | %                      | Votos              | %                  | Votos                         | %                             | Total   |
| ---------------- | --------------------------- | --------------------------- | -------------------- | -------------------- | ----------------------- | ----------------------- | ---------------------- | ---------------------- | ------------------ | ------------------ | ----------------------------- | ----------------------------- | ------- |
| Colón            | 15.168                      | 44,41%                      | 16.450               | 48,16%               | 2.054                   | 6,01%                   | 282                    | 0,83%                  | 107                | 0,31%              | 95                            | 0,28%                         | 34.156  |
| Concordia        | 42.089                      | 58,33%                      | 22.951               | 31,81%               | 5.365                   | 7,43%                   | 1.273                  | 1,76%                  | 317                | 0,44%              | 165                           | 0,23%                         | 72.160  |
| Diamante         | 10.076                      | 47,02%                      | 10.501               | 49,00%               | 545                     | 2,54%                   | 227                    | 1,06%                  | 37                 | 0,17%              | 44                            | 0,21%                         | 21.430  |
| Federación       | 10.985                      | 39,26%                      | 15.298               | 54,67%               | 1.064                   | 3,80%                   | 506                    | 1,81%                  | 80                 | 0,29%              | 47                            | 0,17%                         | 27.980  |
| Federal          | 5.328                       | 45,02%                      | 6.153                | 51,99%               | 219                     | 1,85%                   | 99                     | 0,84%                  | 16                 | 0,14%              | 21                            | 0,18%                         | 27.980  |
| Feliciano        | 3.231                       | 47,74%                      | 3.409                | 50,37%               | 85                      | 1,26%                   | 29                     | 0,43%                  | 8                  | 0,12%              | 6                             | 0,09%                         | 27.980  |
| Gualeguay        | 13.775                      | 53,23%                      | 9.779                | 37,79%               | 1.302                   | 5,03%                   | 912                    | 3,52%                  | 66                 | 0,26%              | 43                            | 0,17%                         | 72.160  |
| Gualeguaychú     | 24.252                      | 46,46%                      | 23.351               | 44,74%               | 3.189                   | 6,11%                   | 996                    | 1,91%                  | 289                | 0,55%              | 119                           | 0,23%                         | 52.196  |
| Islas del Ibicuy | 3.028                       | 53,45%                      | 2.480                | 43,78%               | 83                      | 1,47%                   | 40                     | 0,71%                  | 5                  | 0,09%              | 29                            | 0,51%                         | 5.665   |
| La Paz           | 16.213                      | 49.06%                      | 15.417               | 46,66%               | 944                     | 2,86%                   | 355                    | 1,07%                  | 41                 | 0,12%              | 79                            | 0,24%                         | 5.665   |
| Nogoyá           | 10.423                      | 48.31%                      | 10.284               | 47,67%               | 635                     | 2,94%                   | 170                    | 0,79%                  | 44                 | 0,20%              | 19                            | 0,09%                         | 21.575  |
| Paraná           | 70.541                      | 43,09%                      | 80.671               | 49,28%               | 9.166                   | 5,60%                   | 2.641                  | 1,61%                  | 272                | 0,17%              | 403                           | 0,25%                         | 163.694 |
| Tala             | 6.979                       | 48,83%                      | 6.729                | 47,08%               | 399                     | 2,79%                   | 131                    | 0,92%                  | 33                 | 0,23%              | 21                            | 0,15%                         | 17.577  |
| Uruguay          | 25.377                      | 51,16%                      | 20.395               | 41,12%               | 2.703                   | 5,45%                   | 538                    | 1,08%                  | 410                | 0,83%              | 179                           | 0,36%                         | 49.602  |
| Victoria         | 8.360                       | 47,56%                      | 7.739                | 44,03%               | 1.209                   | 6,88%                   | 137                    | 0,78%                  | 99                 | 0,56%              | 33                            | 0,19%                         | 17.577  |
| Villaguay        | 10.176                      | 43,87%                      | 11.904               | 51,31%               | 726                     | 3,13%                   | 298                    | 1,28%                  | 61                 | 0,26%              | 33                            | 0,14%                         | 17.577  |
| En el exterior   | 2.952                       | 43,74%                      | 3.156                | 46,76%               | 212                     | 3,14%                   | 220                    | 3,26%                  | 208                | 3,08%              | 1                             | 0,01%                         | 6.749   |
| Total            | 278.953                     | 47,46%                      | 266.667              | 45,37%               | 29.910                  | 5,09%                   | 8.842                  | 1,50%                  | 2.105              | 0,36%              | 1.336                         | 0,23%                         | 587.813 |

### Cámara de Diputados
|  | 46,71 % |

|  | 44,54 % |

|  | 6,27 % |

|  | 1,68 % |

|  | 0,54 % |

|  | 0,26 % |

|  | 91,17 % |

|  | 8,57 % |

|  | 0,25 % |

|  | 100 % |

|  | 85,20 % |

### Cámara de Senadores
|  | 47,14 % |

|  | 44,60 % |

|  | 6,10 % |

|  | 1,62 % |

|  | 0,45 % |

|  | 0,09 % |

|  | 91,75 % |

|  | 7,99 % |

|  | 0,25 % |

|  | 100 % |

|  | 85,13 % |

#### Electos
| Departamento     | Senador                | Partido | Partido                          |
| ---------------- | ---------------------- | ------- | -------------------------------- |
| Colón            | Elcio Luis Viollaz     |         | Alianza del Pueblo               |
| Concordia        | Mario Alberto Yedro    |         | Frente Justicialista Entrerriano |
| Diamante         | Humberto Carlos Re     |         | Alianza del Pueblo               |
| Federación       | Roberto Luis Tabeni    |         | Alianza del Pueblo               |
| Federal          | Roque Miguel Londra    |         | Alianza del Pueblo               |
| Feliciano        | Julio Walter Mármol    |         | Alianza del Pueblo               |
| Gualeguay        | Ricardo E. Pianovi     |         | Frente Justicialista Entrerriano |
| Gualeguaychú     | Luis Ernesto Leissa    |         | Frente Justicialista Entrerriano |
| Islas del Ibicuy | Félix Abelardo Pacayut |         | Frente Justicialista Entrerriano |
| La Paz           | Jorge Carlos Daud      |         | Frente Justicialista Entrerriano |
| Nogoyá           | Jorge Enrique Krenz    |         | Alianza del Pueblo               |
| Paraná           | Héctor Mario Seri      |         | Alianza del Pueblo               |
| Tala             | Lucio Angelino         |         | Alianza del Pueblo               |
| Uruguay          | José Carlos Scelzi     |         | Frente Justicialista Entrerriano |
| Victoria         | Juan Carlos Stratta    |         | Frente Justicialista Entrerriano |
| Villaguay        | Juan Ángel Redruello   |         | Alianza del Pueblo               |